# Knoxia roxburghii
Knoxia roxburghii là một loài thực vật có hoa trong họ Thiến thảo. Loài này được (Spreng.) M.A.Rau mô tả khoa học đầu tiên năm 1969.